# Lagoa do Inácio
Lagoa do Inácio är en sjö i Brasilien.   Den ligger i delstaten Tocantins, i den centrala delen av landet, 400 km norr om huvudstaden Brasília. Lagoa do Inácio ligger 371 meter över havet.
Omgivningarna runt Lagoa do Inácio är huvudsakligen savann. Runt Lagoa do Inácio är det mycket glesbefolkat, med 4 invånare per kvadratkilometer.